# Daniela Morfino
Daniela Morfino (Palermo, 14 maggio 1974) è una politica italiana.

## Biografia
Nata a Palermo, vive a Marineo. Ha conseguito il diploma di maturità magistrale e dal 1992 è insegnate nella scuola primaria. 

### Attività politica
Inizia a far politica iscrivendosi, nel 2009, al Movimento 5 Stelle.
Alle elezioni politiche del 2022 viene eletta deputata con la lista Movimento 5 Stelle nel collegio plurinominale Sicilia 1.